# Capela de São Venceslau

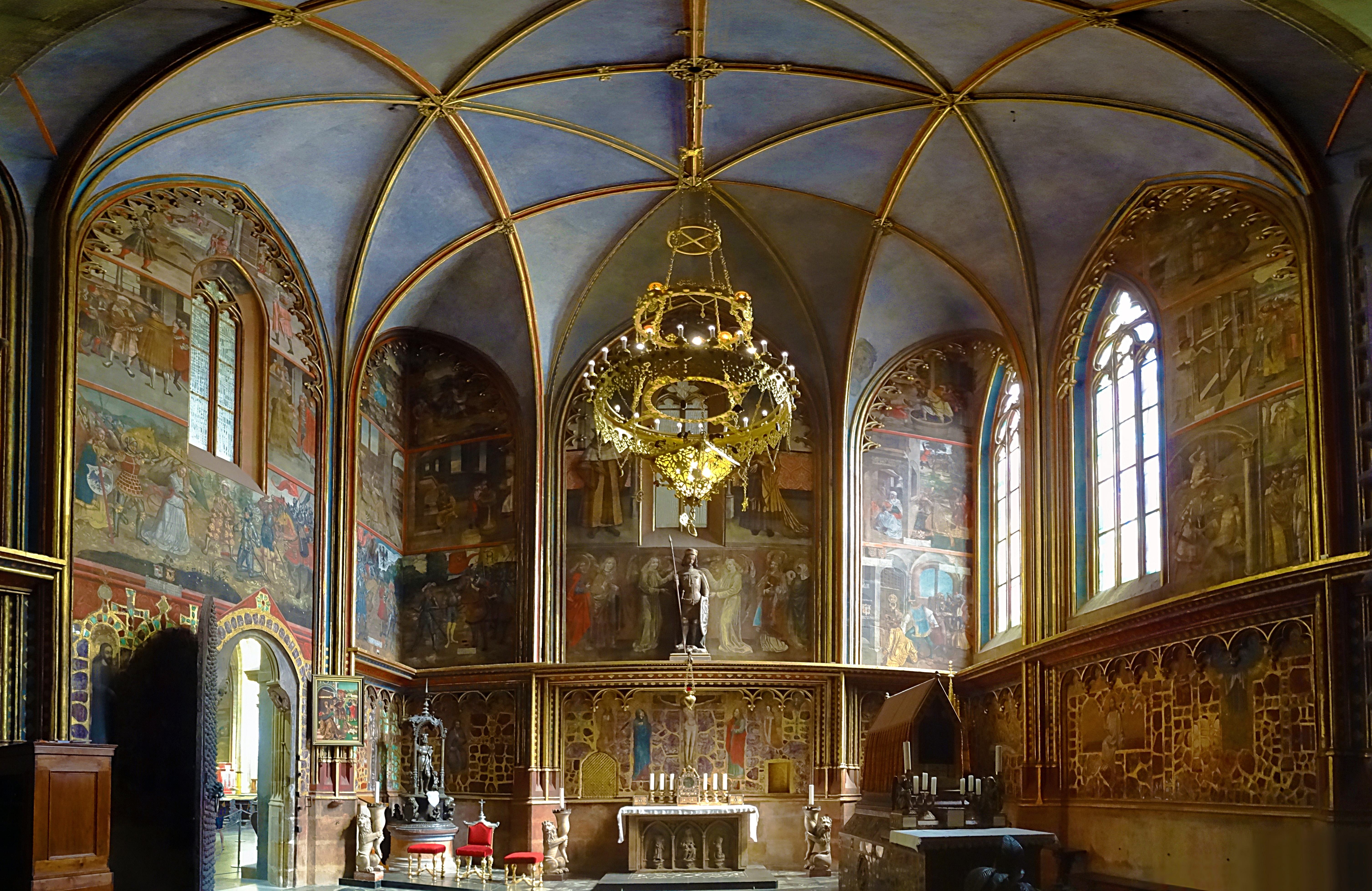
Capela de São Venceslau

A Capela de São Venceslau, do século XIV, situada no interior da Catedral de São Vito, na cidade checa de Praga, possui um sepulcro que guarda os restos mortais de São Venceslau, padroeiro do país.